# Matheus Henrique
Matheus Henrique De Souza (ur. 19 grudnia 1997 w São Paulo) – brazylijski piłkarz występujący na pozycji środkowego lub defensywnego pomocnika w brazylijskim klubie Cruzeiro oraz w reprezentacji Brazylii. 
Wychowanek Grêmio, w trakcie swojej kariery grał także w São Caetano.

## Kariera reprezentacyjna
W młodości występował w młodzieżowej reprezentacji Brazylii
Debiut w seniorskiej reprezentacji zaliczył 10 października 2019 roku w spotkaniu przeciwko reprezentacji Senegalu. Mecz zakończył się remisem 1:1.